# Доннерский институт
До́ннерский институт (швед. Donnerska institutet, фин. Donner-instituutti) — единственный в Финляндии институт исследований религии и истории культуры, входящий в структуру Академии Або.

## История
Институт был основан в 1959 году на основе крупного пожертвования Фонду Академии Або частного книжного собрания Уно и Олли Доннеров, в связи с чем и получил своё наименование Доннерский.

## Библиотека
Основное ядро Доннерского института — Штейнерская научная библиотека (швед. Steinerbiblioteket — собрание Рудольфа Штейнера), берущая своё начало в 1957 году и насчитывающая в своих фондах более 65 тысяч единиц хранения (2003). Библиотека представляет из себя уникальное собрание книг и периодических изданий в области религоведения, сектологии, истории религии и культуры.

## Научная деятельность
С 1962 года институт проводит научные религоведческие конференции для региона Скандинавии и Финляндии (до 1978 года конференции проводились раз в два года, позднее — раз в три года). 
Институт имеет свой официальный орган — альманах «Scripta Instituti Donneriani Aboensis» (к 2010 г. было издано 22 сборника). 

## Структура
Руководство института формируется на паритетном представительстве от Фонда Академии Або, Гуманитарного факультета Академии Або и Историко-философского факультета Университата Уппсалы.